# Julius Benedict
Sir Julius Benedict (Stuttgart, 27 november 1804 – Londen, 5 juni 1885) was een Engels componist, pianist en dirigent.

## Levensloop
Benedict was van Duits-Joodse afkomst. Hij studeerde in Duitsland o.a. bij Ludwig Abeille, hoforganist en dirigent te Stuttgart en Johann Nepomuk Hummel en later bij Carl Maria von Weber. In 1823 werd hij dirigent van het Kärtnertor Theater in Wenen en vanaf 1825 van het Teatro San Carlo in Napels. Na een aantal jaren doorgebracht te hebben in Italië en een korte tijd in Parijs vestigde hij zich in 1835 definitief in Londen, waar hij als operacomponist en dirigent grote triomfen behaalde. Benedict maakte deel uit van een lange reeks Europese componisten die na het afronden van hun opleiding en ervaring in een aantal Europese hoofdsteden uiteindelijk in Londen belandden, waar de mogelijkheden voor uitvoering en publicatie ongeëvenaard waren.
In 1836 werd Benedict muziekdirecteur van het Lyceum Theatre en in 1838 van het Drury Lane Theatre, tegenwoordig ‘Royal’ en een beroemd  musicaltheater in West End Londen dat eigendom is van Andrew Lloyd Webber. Van 1850 tot 1852 vergezelde hij zangeres Jenny Lind op haar Amerikaanse tournee. Na zijn terugkeer werd hij directeur van Her Majesty’s Theatre, tegenwoordig ook een beroemd musical theater in West End (The Phantom of the Opera liep hier onafgebroken van 1986 tot en met maart 2020).
Benedicts bekendste werken waren de opera’s The Gipsy’s Warning uit 1838 en vooral The Lily of Killarney uit 1865 (sommige bronnen vermelden 1862, weer andere 1863). Dit werk evenaart de beste opera’s van Sullivan. Zijn opera’s verrijken de ietwat ijle stijl van de Engelse opera met de Duitse degelijkheid, en de frisse melodieën vergoeden zijn gebrek aan dramatische gebondenheid. The Lily of Killarney wordt nog wel eens opgevoerd in Engeland of de Verenigde Staten.
Van 1845 tot 1878 leidde Benedict het driejaarlijkse festival van Norwich. Hij schreef verschillende oratoria die echter de stijl van religieuze muziek missen en weinig verschillen qua stijl van zijn opera’s. Zijn verdere orkestwerken, waaronder twee symfonieën en twee pianoconcerten, zijn, door het vakmanschap van de componist, van een hoger niveau dan gelijksoortige Engelse werken uit die tijd, maar toch weinig interessant.
In 1871 werd hij door koningin Victoria geridderd als een der eerste musici van ‘buiten’ en was hij vanaf dat ogenblik sir Julius.
De carrière van Benedict lijkt nogal sterk op die van Händel van meer dan een eeuw geleden. Beide mannen zijn geboren en getogen in Duitsland, gingen naar Italië om hun opleiding te voltooien (Händel ging vier jaar, Benedict negen jaar), en vestigden zich uiteindelijk in Londen voor een lange en succesvolle carrière als klaviervirtuoos, dirigent en componist. De vergelijking gaat verder. In beide gevallen was de Italiaanse opera een overheersend element in hun muziekstijl, maar geleidelijk begonnen ze de Engelse smaak te begrijpen en te integreren in hun muziek.